# 波列纳
波列纳（法語：Poliénas，法語發音：[pɔljena]）是法国伊泽尔省的一个市镇，属于格勒诺布尔区。

## 地理
波列纳（45°14'56"N, 5°28'17"E）面积14.03 平方千米，位于法国奥弗涅-罗讷-阿尔卑斯大区伊泽尔省，该省份为法国东南部内陆省份，北起顺时针与安省、萨瓦省、上阿尔卑斯省、德龙省、阿尔代什省、卢瓦尔省和罗讷省。
与波列纳接壤的市镇（或旧市镇、城区）包括：伊泽尔河畔圣康坦、蒂兰、拉尔邦克、尚泰斯、克拉、莫雷特、拉里维耶尔。

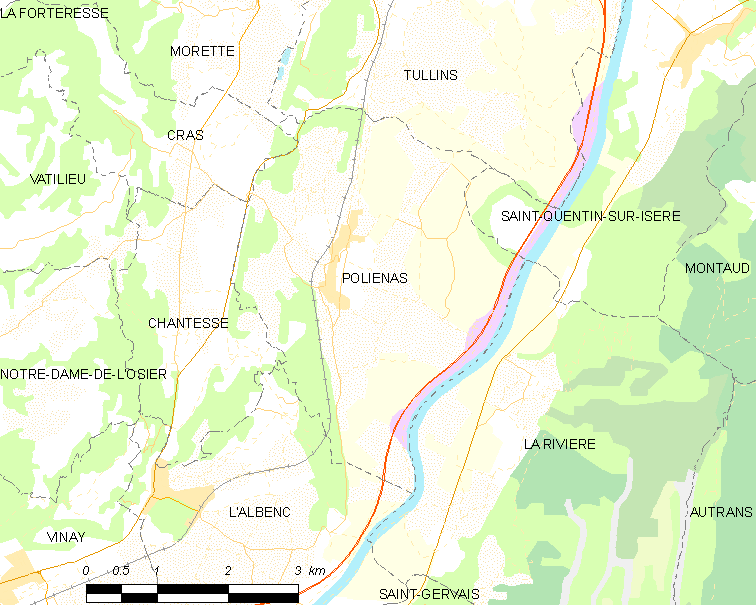
波列纳的OSM定位图

波列纳的时区为UTC+01:00、UTC+02:00（夏令时）。

## 行政
波列纳的邮政编码为38210，INSEE市镇编码为38310。

## 政治
波列纳所属的省级选区为蒂兰县。

## 人口

1962-2008年间波列纳人口变化图示

波列纳于2022年1月1日时的人口数量为1114人。